# Trona Pinnacles
Trona Pinnacles, česky doslovně vrcholy trony, jsou neobvyklé geologické útvary v Pouštním národním chráněném území Kalifornie (California Desert National Conservation Area). Nezvykle tvarovaná krajina sestává z více než pěti set jehlanovitých pěnovců tvořených porózní skálou. Některé z nich ční až do výšky 43 metrů a vystupují ze dna vyschlého solného jezera Searles Lake. Věžovité útvary (pinnacles) charakterizuje rozmanitost tvarů a velikostí, od malých a rozložitých vrcholků až po vysoké a štíhlé. Základní stavební složkou je uhličitan vápenatý (pěnovec – odrůda travertinu). Pozvolna se drolící sedí izolovaně obklopeny mnoha čtverečními kilometry rovinatého reliéfu vysušených bažin. Údolí po obou stranách lemují ostré vrcholy horského masivu.
Během pleistocénu se masivní odtok z pohoří Sierra Nevada rozléval do řetezu vnitrozemských moří. Propojený systém se táhl od jezera Mono až k Údolí smrti a zahrnoval také Searles Lake. Pod jezerem docházelo k reakci podzemních vod bohatých na vápník se zásaditou jezerní vodou za vzniku formací pěnovců. Ty vznikaly postupně pod hladinou před 100–10 tisíci lety. Podle doby stáří a výšky se rozdělují do tří skupin.

## Geografie
Trona Pinnacles leží ve výšce 550 m n. m., přibližně 16,1 km jižně od kalifornského města Trona v okresu San Bernardino. Přístupovou cestou je 8 km dlouhá nezpevněná silnice (RM143), která odbočuje z dálnice State Highway 178.
Geologický útvar se rozkládá na ploše 15,4 km² pozemku spravovaného federálním úřadem pro hospodaření s půdou (Bureau of Land Management, BLM). Patří do skupiny, které BLM klasifikuje jako „oblasti kritického environmentálního zájmu“ (Area of Critical Environmental Concern, ACEC), založených k ochraně a uchování jedinečných zdrojů.

## Filmová lokace
Lokalita se stala exteriérem celovečerních a televizních filmů, stejně jako seriálů, mezi něž se zařadily sci-fi Battlestar Galactica, Star Trek V: Nejzazší hranice, Disneyho Dinosaurus, The Gate II, seriál ze šedesátých let, taktéž se na místě natáčel videoklip Stupid Love zpěvačky Lady Gaga, Lost in Space nebo Planeta opic.